# ザ・ドンロン・リポート
『ザ・ドンロン・リポート（The Donlon Report）』は、2021年3月1日から2022年3月25日まで放送されていた、アメリカ・NewsNationの毎晩のテレビニュース番組。1時間の番組は、ジョー・ドンロンがホストを務め、東部時間18:00に放送された。
ケーブルネットワークのWGNアメリカは、親会社であるネクスター・メディア・グループによって同じ日にNewsNationにブランド変更され、5時間の生放送ニュース番組に拡大された。
番組編成の拡大は、アメリカの他のケーブルニュース番組と競合するための動きである。『ザ・ドンロン・リポート』は、その時間枠で主にCNNの『ザ・シチュエーション・ルーム・ウィズ・ウルフ・ブリッツァー』、MSNBCの『ザ・ビート・ウィズ・アリ・メルバー』、FOXニュースの『スペシャル・リポート・ウィズ・ブレット・ベイヤー』といった意見に基づく番組に反対した。
番組は『ラスト・マン・スタンディング』の再放送に取って代わった。
2022年3月15日、ドンロンはNewsNationを退職することを決定し、『ザ・ドンロン・リポート』最終回が同年3月25日に放送された。2022年3月28日の18:00（東部標準時）に、『NewsNation Rush Hour』が『ザ・ドンロン・リポート』に取って代わり、17:00〜19:00（東部標準時）まで放送される。

## 形式
NewsNationは、番組が「その日の報道価値のある出来事を詳しく調べる」と共に、「洞察と視点を加えることができる」専門家からのインタビューを行うと述べている。現在『NewsNation Prime』というタイトルの以前の3時間のニュースブロックのドンロンのアンカーとは異なり、ドンロンはニュースにコメントすることができ、全ての番組の最初の部分を取り上げられたトップニュースの短いモノローグとして使用した。他のNewsNationのニュース番組とは異なり、ドンロンは必ずしも毎晩バランスをとろうとするわけではなかったが、より長い期間にわたって様々な視点を取り入れるよう努めた。NewsNation は、2020年9月にプライムタイムの放送が開始されて以来、全国のネクスター・メディア・グループ所有局で5,500人のローカルジャーナリストを使用してコンテンツを提供してきた。

## ホスト
ジョー・ドンロンは、番組のゴールデンタイムの放送から自身の番組に移動した。NewsNationの前は、シカゴのWGN-TVで3年間メインアンカーを務めていた。オレゴン州ポートランドのKGWで21年間勤務した後、シカゴに移った。ドンロンは、彼の穏やかなインタビューと、虚偽の主張に対する不十分な反論について批判されてきた。